# 1967-es Formula–1 francia nagydíj
Az 1967-es Formula–1 világbajnokság ötödik futama a francia nagydíj volt.

## Futam
A francia nagydíjat az előző évekkel ellentétben Le Mans-ban tartották. Graham Hillé lett az első rajtkocka, Brabham és Gurney előtt.
A rajt után Hill megtartotta első helyét, de a második körben Brabham, majd Clark is megelőzte. A két Lotus ekkor Brabhamet követte, de az 5. körben Clark állt az élre, majd Hill is megelőzte az ausztrált. A két Lotus az élen a 11. körben helyet cserélt, de Hill váltóhiba miatt kiesett, majd 9 kör múlva ugyanígy járt csapattársa is. Hulme Amon megelőzése, majd a 40. körben Gurney üzemanyagcsövének problémája után a 2. helyre jött fel, így a két Brabham-Repco végzett a verseny élén. Stewart 3., Jo Siffert 4. lett.
| Helyezés | #  | Versenyző       | Csapat/Motor    | Futott körök | Idő/Kiesés oka     | Rajthely | Pontszám |
| -------- | -- | --------------- | --------------- | ------------ | ------------------ | -------- | -------- |
| 1        | 3  | Jack Brabham    | Brabham-Repco   | 80           | 2:13:21,3          | 2        | 9        |
| 2        | 4  | Denny Hulme     | Brabham-Repco   | 80           | + 49,5             | 6        | 6        |
| 3        | 10 | Jackie Stewart  | BRM             | 79           | + 1 kör            | 10       | 4        |
| 4        | 18 | Jo Siffert      | Cooper-Maserati | 77           | + 3 kör            | 11       | 3        |
| 5        | 15 | Chris Irwin     | BRM             | 76           | Motorhiba          | 9        | 2        |
| 6        | 14 | Pedro Rodríguez | Cooper-Maserati | 76           | + 4 kör            | 13       | 1        |
| HN       | 16 | Guy Ligier      | Cooper-Maserati | 68           | Helyezés nélkül    | 15       |          |
| Ki       | 2  | Chris Amon      | Ferrari         | 47           | Gázadagoló         | 7        |          |
| Ki       | 9  | Dan Gurney      | Eagle-Weslake   | 40           | Üzemanyagszivárgás | 3        |          |
| Ki       | 12 | Jochen Rindt    | Cooper-Maserati | 33           | Motorhiba          | 8        |          |
| Ki       | 8  | Bruce McLaren   | Eagle-Weslake   | 26           | Gyújtás            | 5        |          |
| Ki       | 6  | Jim Clark       | Lotus-Ford      | 23           | Differenciálmű     | 4        |          |
| Ki       | 17 | Bob Anderson    | Brabham-Climax  | 16           | Gyújtás            | 14       |          |
| Ki       | 7  | Graham Hill     | Lotus-Ford      | 13           | Differenciálmű     | 1        |          |
| Ki       | 11 | Mike Spence     | BRM             | 9            | Féltengely         | 12       |          |

### Statisztikák
Vezető helyen:
- Graham Hill: 4 (1 / 11-13)
- Jack Brabham: 60 (2-4 / 24-80)
- Jim Clark: 16 (5-10 / 14-23)

Jack Brabham 12. győzelme, Graham Hill 10. pole-pozíciója, 9. leggyorsabb köre.
- Brabham 8. győzelme.